# Shukria Barakzai
Shukria Barakzai, född 1970 eller 1972 i Kabul, är en afghansk politiker, feminist och journalist. 
Hon är född i Kabul och tillhör folkgruppen Pashtuner. Hon föddes i en förmögen familj som delade efternamn med kungahuset: hennes farfar var affärsman och hennes morfar senator under kung Zahir Shah. 
Hon studerade vid Kabuls universitet innan inbördeskriget under mujaheddin gjorde det nödvändigt att avbryta studierna. Efter talibanernas fall 2002 grundade hon den feministiska tidskriften Aina-E-Zan. 
Hon utnämndes till att bli en av representanterna till 2003 års loya jirga, som utformade landets nya konstitution efter talibanernas fall. Mellan 2005 och 2021 var hon ledamot i det afghanska underhuset, Wolesi Jirga. Hon tillhörde en av få medlemmar i parlamentet som öppet tog ställning för jämställdhet mellan könen. 
Vid talibanernas maktövertagande 2021 flydde hon landet. 